# Нестерова, Маргарита Викторовна
Маргарита Викторовна Нестерова (род. 20 сентября 1989 года) — российская пловчиха, чемпионка летней Универсиады 2013 года в эстафете 4 по 100 метров вольным стилем. Мастер спорта России международного класса.

## Биография
Родилась 20 сентября 1989 года в Душанбе, в плавание её привёл отец Виктор Николаевич в девятилетнем возрасте. Проживает в Белгороде, закончила Белгородский государственный университет (Факультет физической культуры) в 2011 году по специальности — тренер. Замужем за Михаилом Носковым, который также является мастером спорта международного класса, как и Маргарита.

## Карьера
Плаванием стала заниматься в девятилетнем возрасте, при этом выбор стоял между лёгкой атлетикой и гимнастикой, для которых возраст Маргариты оказался уже слишком большим, и волейболом, но для этого вида она оказалась слишком маленькой. Первым тренером Нестеровой стала Ольга Константиновна Чеботарёва.
В сборной России начала выступать с 2009 года.
Участница Олимпиады-2012, где российская эстафетная четвёрка финишировала лишь на десятой позиции. В конце года стала второй на дистанции 50 метров на спине на чемпионате России на короткой воде в Волгограде, уступив 0,04 секунды Надежде Винюковой.
На Универсиаде 2013 года российская четвёрка в эстафете 4 по 100 метров вольным стилем не только победила, но и установила рекорд России.
На чемпионате Европы 2014 года в смешанной эстафете участвовала в установлении рекорда России, но при этом победила итальянская четвёрка, установившая рекорд Европы.
Завершила карьеру в 2016 году после окончания чемпионата России и стала заниматься тренерской работой в собственной школе ProПлыви в Белгороде.